# Szczecin Żydowce
Szczecin Żydowce – przystanek osobowy na linii kolejowej nr 273 w Szczecinie przy ul. Transportowej, na terenie osiedla Żydowce.
W ramach budowy Szczecińskiej Kolei Metropolitarnej wybudowane zostały dwa perony jednokrawędziowe o długości 130 m i szerokości 3,0 m. Dojścia do peronów znajdują się od strony przejazdu kolejowego od ulicy Romana Dmowskiego.
Otwarcie przystanku nastąpiło 9 czerwca 2024 roku. 